# 摄家将军
摄家将军（日语：／）是指日本镰仓时代中期由摄家九条家迎入的镰仓幕府将军。源氏将军绝嗣后，继任的第4代将军藤原赖经和其嫡子、第5代将军藤原赖嗣即为此类将军，他们也被称为“藤原将军”或“公卿将军”。